# Rogowiak kolczystokomórkowy

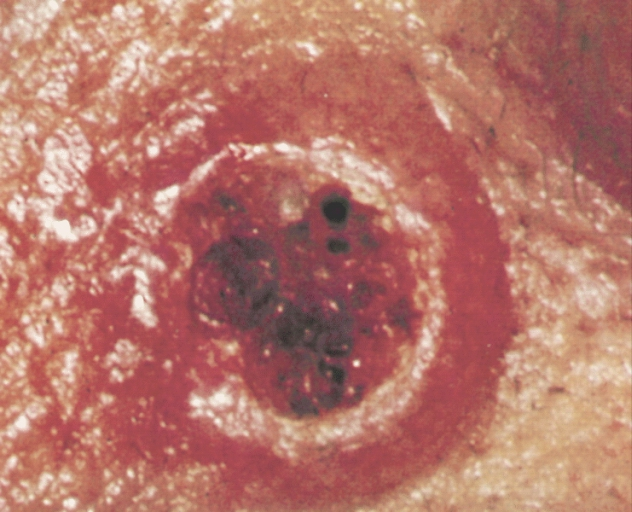
Rogowiak kolczystokomórkowy

Rogowiak kolczystokomórkowy (łac. keratoacanthoma) – wariant wysoko dojrzałego raka płaskonabłonkowego charakteryzujący się szybkim wzrostem i samoistnym ustępowaniem. Histologicznie i klinicznie podobny do raka kolczystokomórkowego. Wywodzi się z komórek mieszka włosowego.

## Epidemiologia
Występuje częściej u mężczyzn, częściej wśród ludzi rasy białej, zwykle powyżej 50 roku życia.

## Etiopatogeneza
Uważa się, że do czynników indukujących powstanie rogowiaka należą:
- ekspozycja na dziegcie, oleje mineralne
- działanie promieni słonecznych
- mechaniczny uraz skóry
- immunosupresja.

## Odmiany kliniczne
- rogowiak kolczystokomórkowy wieloogniskowy skupiony (keratoacanthoma agregatum)
- rogowiak kolczystokomórkowy olbrzymi (keratoacanthoma giganteum)
- drobnoguzkowy rozsiany rogowiak kolczystokomórkowy, odmiana Grzybowskiego (keratoacanthoma eruptivum).

## Objawy i przebieg
Rogowiak kolczystokomórkowy objawia się jako kopulasty guz lub guzek, średnicy od 1 do kilku centymetrów, zazwyczaj pojedynczy, nie różniący się barwą od skóry otaczającej, niekiedy perlisty. W części środkowej guza znajduje się kraterowate zagłębienie wypełnione masami rogowymi. Zmiana powstaje na skórze niezmienionej, w przeciwieństwie do raków skóry. Najczęstsza lokalizacja to twarz, grzbiety rąk.
Przebieg jest wielomiesięczny, zwykle po półrocznym wzroście guza zmiana się samoistnie cofa z pozostawieniem zanikowej blizny.
Bardzo rzadka odmiana rogowiaka, tzw. odmiana Grzybowskiego, charakteryzuje się mnogimi zmianami i bardzo przewlekłym przebiegiem.

## Różnicowanie
- Rak kolczystokomórkowy (carcinoma spinocellulare)
- Rak podstawnokomórkowy (carcinoma basocellulare)
- Mięczak zakaźny (molluscum contagiosum).

## Leczenie
Na ogół nie wymaga leczenia, ale konieczna jest biopsja i ocena histologiczna w celu potwierdzenia diagnozy. Metody leczenia to chirurgiczne usunięcie, łyżeczkowanie lub krioterapia. W przypadku nasilonych zmian poprawę uzyskuje się stosowaniem doustnych retinoidów.